# Jan Lecjaks
Jan Lecjaks (Pilsen, 9 augustus 1990) is een Tsjechische voetballer die bij voorkeur als linksback speelt. Hij verruilde in juli 2011 Viktoria Pilsen voor BSC Young Boys.

## Carrière
Lecjaks begon op zesjarige leeftijd met voetballen bij het plaatselijke Sokol Štěnovice. In 2000 werd hij opgenomen in de jeugdopleiding van Viktoria Pilsen. Daarvoor maakte hij in 2007 zijn debuut in het eerste elftal. Pilsen verhuurde Lecjaks gedurende het seizoen 2010-2011 aan RSC Anderlecht. Daar kwam hij aanvankelijk niet aan spelen toe, maar door een blessure van aanvoerder Olivier Deschacht werd Lecjaks plots een vaste waarde in het elftal. Begin maart 2011 gaf trainer Ariël Jacobs de voorkeur aan Christophe Diandy voor de positie van linksachter. Toen ook Diandy met een blessure uitviel, keerde Lecjaks terug in het team.

## Nationale ploeg
Lecjaks werd meermaals opgeroepen voor de nationale jeugdploegen van Tsjechië. In 2009 nam hij deel aan het WK onder 20 jaar. Zijn landgenoten Lukáš Mareček en Ondřej Mazuch maakten ook deel uit van die WK-selectie. Zij speelden tijdens het seizoen 2010/11 alle drie voor Anderlecht.
In juni 2011 nam Lecjaks met Tsjechië deel aan het EK onder 21 jaar. Tsjechië haalde de halve finale en verloor in de troostfinale met 1-0 van Wit-Rusland. Lecjaks brak in die wedstrijd zijn arm.

## Statistieken
| Seizoen | Club              | Wed. | Goals | Competitie         |
| ------- | ----------------- | ---- | ----- | ------------------ |
| 2007/08 | Viktoria Pilsen   | 18   | 0     | Gambrinus liga     |
| 2008/09 | Viktoria Pilsen   | 19   | 1     | Gambrinus liga     |
| 2009/10 | Viktoria Pilsen   | 22   | 1     | Gambrinus liga     |
| 2010/11 | → RSC Anderlecht  | 30   | 0     | Jupiler Pro League |
| 2011/12 | BSC Young Boys    | 15   | 1     | Axpo Super League  |
| 2012/13 | BSC Young Boys    | 7    | 1     | Axpo Super League  |
| 2013    | → Vålerenga IF    | 22   | 2     | Tippeligaen        |
| 2013/14 | BSC Young Boys    | 9    | 0     | Axpo Super League  |
| 2014/15 | BSC Young Boys    | 33   | 0     | Axpo Super League  |
| 2015/16 | BSC Young Boys    | 29   | 1     | Axpo Super League  |
| 2016/17 | BSC Young Boys    | 31   | 1     | Axpo Super League  |
| 2017/18 | GNK Dinamo Zagreb | 21   | 1     | 1.HNL              |
| Totaal  | Totaal            | 256  | 9     |                    |

3 Hadjam ·
4 Zourkou ·
5 Husić ·
6 Pfeiffer ·
7 Ugrinic ·
8 Łakomy ·
9 Itten ·
10 Imeri ·
11 Colley ·
13 Camara ·
14 Chaiwa ·
15 Elia ·
17 Janko ·
20 Niasse ·
21 Virginius ·
22 Conté ·
23 Benito ·
24 Althekame ·
26 Von Ballmoos  ·
27 Blum ·
30 Lauper ·
31 Conte ·
33 Keller ·
35 Ganvoula ·
39 Males ·
40 Marzino ·
77 Monteiro ·
Coach: Magnin